# The City of San Francisco
The City of San Francisco è un cortometraggio muto del 1913 diretto da J. Searle Dawley. Il film, un documentario prodotto dalla Edison, fu girato a San Francisco.

## Produzione
Il film fu prodotto dalla Edison Company.

## Distribuzione
Distribuito dalla General Film Company, il film - un breve documentario di 75 metri - uscì nelle sale cinematografiche degli Stati Uniti l'11 febbraio 1913. Nelle proiezioni, veniva programmato con il sistema dello split reel, accorpato in un'unica bobina con un altro cortometraggio prodotto dalla Edison, la commedia drammatica Barry's Breaking In.